# Rivian R3
Rivian R3 – elektryczny samochód osobowy typu crossover klasy subkompaktowej, który ma być produkowany pod amerykańską marką Rivian od 2027 roku.

## Historia i opis modelu
Choć w pierwszym kwartale 2024 roku Rivian zapowiedział premierę nowego, mniejszego modelu R2, tak podczas jego prezentacji w marcu tego roku amerykański startup niezapowiedzianie przedstawił kolejny, jeszcze mniejszy samochód. Rivian R3 uzupełnił ofertę jako subkompaktowy crossover o mniej masywnych proporcjach. Zdecydowano się odejsć od foremnej sylwetki na rzecz cech typowych dla kompaktowych hatchbacków, z pochyloną tylną szybą i charakterystycznymi, grubymi słupkami C. Autor projektu, Jeff Hammoud, wskazał tu inspirację ikonicznymi samochodami rajdowymi Grupy B z lat 80. XX wieku jak Lancia Delta S4 czy Audi quattro. Pas przedni, dla kontrastu, zachował tożsamy z większym R2 i R1S wygląd pasa przedniego, z rozbudowanym oświetleniem LED przeciętym pionowymi, owalnymi reflektorami.
Kabina pasażerska utrzymała stosowaną w większych modelach aranżację, z minimalistycznym projektem deski rozdzielczej, wysoko zabudowanym tunelem środkowym i dwoma wyświetlaczami dominującymi kokpit. Przed kierowcą znalazł się ekran cyfrowych zegarów, a w centrum kokpitu ulokowano dotykowy ekran do sterowania systemem multimedialnym.

### R3X
Równolegle z podstawowym R3, Rivian zaprezentował także wersję R3X nawiązującą stylizacją do samochodów terenowych. Otrzymała ona wyższy prześwit, grubszy profil opon, inny wzór alufelg, przeprojektowane zderzaki, a także detale nawiązujące do offroadu jak haki do wyciągania wmontowane w przedni zderzak.

### Sprzedaż
Pomimo premiery w marcu 2024 roku, Rivian wyznaczył początek produkcji crossovera R3 dopiero na termin odległy o 2 i pół roku. Pierwsze egzemplarze mają opuścić zakłady firmy w Normal na początku 2027 roku, nie tylko z myślą o rynku amerykańskim, ale i europejskim. Cenę w rodzimych Stanach Zjednoczonych w momencie premiery określono na pułap od 35 do 40 tysięcy dolarów.

### Dane techniczne
Rivian R3 otrzymał w pełni elektryczny napęd, którego specyfikacja w momencie premiery nie została ujawniona poza średnim maksymalnym zasięgiem na jednym ładowaniu. Ten ma wynieść ok. 483 kilometry, z akumulatorami współgrającymi z zestawem jednego, dwóch lub trzech silników.